# Saitis breviusculus
Saitis breviusculus là một loài nhện trong họ Salticidae.
Loài này thuộc chi Saitis. Saitis breviusculus được Eugène Simon miêu tả năm 1901.